# Мирний (Родинський район)
Ми́рний (рос. Мирный) — селище у складі Родинського району Алтайського краю, Росія. Адміністративний центр Мирненської сільської ради.

## Населення
Населення — 1607 осіб (2010; 1933 у 2002).
Національний склад (станом на 2002 рік):
- росіяни — 76 %